# 菁華鋪郷
菁華鋪郷（せいかほきょう）は中華人民共和国湖南省長沙市寧郷市の郷。

## 行政区画
- 菁華鋪村
- 桃林橋村
- 傅家塘村
- 八家湾村
- 万竜村
- 嶂山村
- 陳家橋村
- 竜王村
- 泗海村
- 洪侖山村

## 歴史
秦代、菁華鋪郷は長沙郡の管轄に属する。
漢代、菁華鋪郷は長沙国の管轄に属する。
三国の時、菁華鋪郷は新陽県の管轄に属する。
晋代、菁華鋪郷は新康県の管轄に属する。
隋代、菁華鋪郷は益陽県の管轄に属する。
唐代貞観元年、菁華鋪郷は寧郷県の管轄に属する。
中華民国の時、菁華鋪郷は湖南省第五行署の管轄に属する。
1949年8月後、菁華鋪郷は益陽、湘潭の管轄に属する。
1983年7月、菁華鋪郷は長沙市の管轄に属する。
1995年5月、洪侖山郷、桃林橋郷を母体に新制「菁華鋪郷」を設置。

## 経済

### 名物・特産品
- 玄武岩

## 地理
菁華鋪郷は寧郷市の東部に位置し、北は益陽市岳家橋鎮と、東は双江口鎮と、西は煤炭壩鎮と、南は回竜鋪鎮、白馬橋街道、城郊街道とそれぞれ接している。
- 河川：菁華河

## 教育
- 初級中学：菁華鋪中学

## 交通

### 鉄道
- 長石線

### 道路
- 国道：G319国道
- 省道：S206、省道1824
- 高速道路：長常高速道路、金洲西線
- 県道：桐菁線